# Ritz (rockklubb)

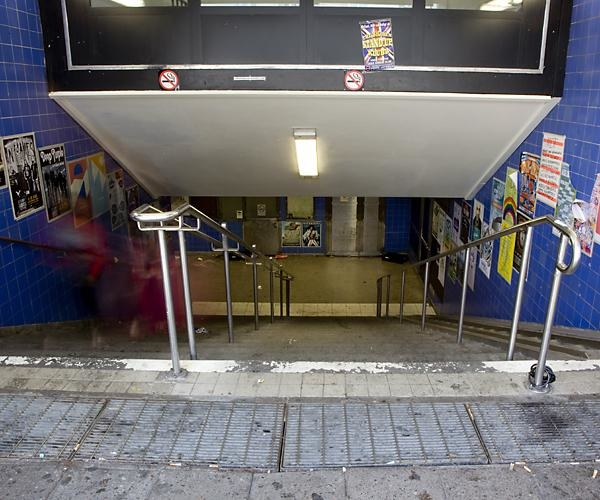
Medborgarplatsen – trappan ner till RitzAddress: Götgatan 51. 116 21 Stockholm. Sweden.

Ritz var en rockklubb belägen i källaren under Hotell Malmen vid Medborgarplatsen i Stockholm åren 1980–1992.
En rad svenska och utländska artister och grupper har uppträtt och spelat på Ritz. Nämnas kan bland annat Unter den Linden, Ratata, Reeperbahn, Imperiet, Lustans Lakejer, Dag Vag, The Nomads, Wilmer X, Titiyo, Papa Dee och DiLeva. Bland de utländska namnen finns Public Enemy, Duran Duran, Nick Cave, The Gun Club, L.L. Cool J, Mink Deville och Depeche Mode.
Stockholmsgruppen Noice filmade och spelade in en konsert vid jul 1981 och resultatet blev albumet Live på Ritz och videofilmen Det ljuva livet. Imperiet gav sin avskedskonsert på Ritz som också filmades men är fortfarande outgiven.
En lördagsförmiddag i mars 1987 bjöd David Bowie in 400 personer på presskonferens och för att marknadsföra sin skiva Never Let Me Down genom att spela fyra låtar.